# Federazione italiana delle associazioni partigiane
La Federazione italiana delle associazioni partigiane (FIAP) raccoglie tutte le associazioni partigiane italiane che si richiamavano all'insegnamento di Carlo Rosselli (il Socialismo liberale) e quindi ai valori del riformismo, della democrazia e del liberalismo, e in particolare quelle di Giustizia e Libertà. È nata nel 1949, a seguito di scissione dall'ANPI (Associazione Nazionale Partigiani d'Italia), in dissenso da coloro, cosiddetti frontisti, che sostenevano la politica dell'allora Unione Sovietica.

## Storia

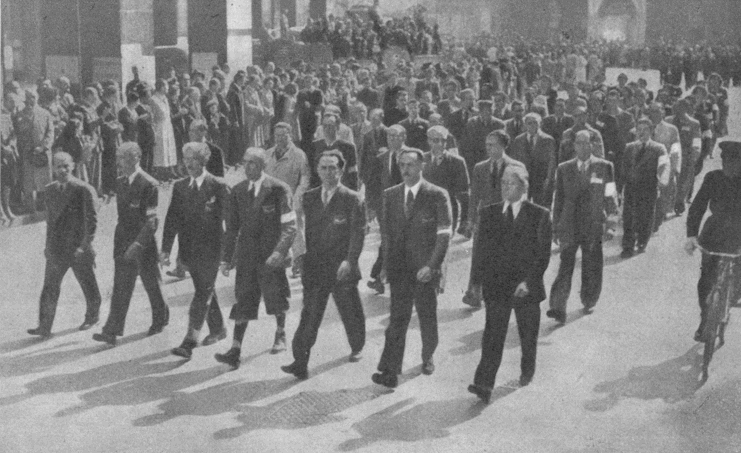
Il Comando generale del Cvl apre la sfilata del 6 maggio 1945 a Milano; da sinistra Mario Argenton, Giovanni Battista Stucchi, Ferruccio Parri, Raffaele Cadorna, Luigi Longo, Enrico Mattei, Fermo Solari.

Dopo la Liberazione tutti i partigiani avevano aderito ad un'unica associazione, l'A.N.P.I., retta da un consiglio composto dai rappresentanti delle varie formazioni che avevano operato in tempo di guerra (Brigate Garibaldi, Giustizia e Libertà, Autonome, Brigate Matteotti, Brigate Mazzini, cattoliche).
Ma già nel primo congresso nazionale a Roma, nel 1947, esplodevano le contraddizioni fra le diverse motivazioni che avevano ispirato la partecipazione alla Guerra di liberazione. Sostanzialmente tra quelli che volevano un'Italia libera in un regime democratico - parlamentare e la scelta dell'Occidente, e quelli che volevano anche qualcosa di più, una modifica radicale dello Stato, anche con mezzi decisi, e lo schieramento con l'URSS ed i regimi bolscevichi/post bolscevichi che si estendono a tutti i paesi dell'Est con il supporto dell'Armata Rossa.
Dall'ANPI, nel 1948, per primi uscirono i partigiani cattolici e gli autonomi che costituirono la Federazione italiana volontari della libertà (FIVL), presieduta dapprima dal generale Raffaele Cadorna jr, poi da Enrico Mattei, quindi da Paolo Emilio Taviani; seguì, l'anno successivo, nel 1948 la FIAP legata alle componenti di Giustizia e Libertà di Ferruccio Parri,  presidente del Consiglio del primo Governo italiano dopo la Liberazione.
La FIAP, anch'essa informalmente nata nel 1948, venne costituita ufficialmente il 9 gennaio 1949 con la partecipazione di circa dodicimila partigiani, veterani della Resistenza, precedentemente iscritti all'ANPI, di cui non condividevano l'atteggiamento filo-sovietico, provenienti dalle formazioni:
- Giustizia e Libertà - Partito d'Azione;
- Brigate Matteotti – Partito Socialista Italiano e Partito Socialista Democratico Italiano;
- Brigate Mazzini - Partito Liberale e Repubblicano; autonomi (molti soldati dell'Esercito che non avevano gettato le armi) ed anche partigiani delle formazioni Garibaldi.
- Formazioni partigiane anarchiche e libertarie (ad esempio, quelle di Carrara con Ugo Mazzucchelli e il gruppo Bruzzi Malatesta di Milano

Tra le figure politiche che vi aderirono ci furono: Piero Calamandrei, Bianca Ceva, Norberto Bobbio, Nuto Revelli, Ezio Vigorelli, Gaetano Arfè, Leo Valiani, Tristano Codignola, Ugo La Malfa e Aldo Aniasi.
Come accadde in maniera analoga ai sindacati (UIL e CISL), staccatisi dalla CGIL per divergenze sulla politica internazionale e interna, in epoca contemporanea, dopo la fine della guerra fredda, è frequente che FIAP, ANPI e FIVL diano vita manifestazioni congiunte in ricordo della Resistenza e in altre occasioni.
Nel 2021 in occasione della Festa della Repubblica, la FIAP assieme ad altre nove associazioni partigiane e dei deportati (tra cui l'ANPI e la FIVL) ha dato vita al Forum della associazione antifasciste e della Resistenza, con lo scopo di perpetuare la memoria del valore della Guerra di Liberazione e dei valori costituzionali.
Nel suo comunicato stampa in occasione del 25 aprile 2022 la FIAP ha condannato l'"aggressione militare" russa contro l'Ucraina "rifiutando un determinismo storico per cui è la guerra stessa che giustifica i propri crimini e si autoassolve" e distinguendo, col ricordo di Norberto Bobbio, tra "“violenza prima” e “violenza seconda”, fra chi usa per primo la forza militare e chi si difende [...] due posizioni [che] non possono essere messe giuridicamente e moralmente sullo stesso piano".

## Struttura
Presidenti dal 1948 ad oggi:
- Ferruccio Parri, dal 1949 al 1969;
- Francesco Albertini, dal 1970 al 1976;
- Enzo Enriques Agnoletti, dal 1976 al 1987;
- Aldo Aniasi, dal 1987 al 2005;
- Francesco Berti Arnoaldi Veli, dal 2005 al 2012;
- Mario Artali, dal 2012 al 2021.
- Luca Aniasi dal 2021 affiancato dai vice Presidenti, Bianca Cimiotta, Antonio Caputo (presidente della Federazione italiana dei Circoli Giustizia e Liberta '), Ferruccio Parri (nipote del fondatore omonimo)

La FIAP, per la sua attività, ha avuto il riconoscimento di Ente Morale con decreto del presidente della Repubblica del 20 novembre 1963.
Tra le sue figure di spicco: Antonio Greppi, sindaco di Milano, Ezio Vigorelli (Ministro del Lavoro), Norberto Bobbio, Piero Calamandrei, Leo Valiani, Alessandro Galante Garrone, Nuto Revelli, Giuliano Vassalli, Giorgio Spini e Gaetano Arfé.
Il consiglio federale, massimo organo delle Federazione, ha rinnovato, nella seduta del 6 novembre 2009, le cariche sociali confermando alla presidenza Francesco Berti Arnoaldi Veli e chiamando nell'ufficio di presidenza Mario Artali (vice presidente vicario), Guido Bersellini e Renzo Biondo.
Della presidenza d'onore sono stati chiamati a far parte: Vittore Bocchetta, Giorgio Benvenuto, Fernanda Contri, Dino Fiorot, Mauro Ferri, Antonio Maccanico, Carlo Ripa di Meana e Giorgio Ruffolo.

## Attività
Iniziative istituzionali conformi alle finalità sociali (raduni, cerimonie, attività ricreative, tutela degli iscritti...).
La FIAP pubblica numerose pubblicazioni di natura storica e culturale ed una rivista bimestrale arrivata ormai al XXXVII anno di vita, Lettera ai Compagni diretta prima da Ferruccio Parri poi da Aldo Aniasi e poi, ancora oggi, da Gino Morrone. Queste pubblicazioni oltre ad essere rivolte agli associati vengono distribuite ai centri culturali, alle istituzioni pubbliche, alle università e alle biblioteche.